# Carenzia
Carenzia là một chi ốc biển, là động vật thân mềm chân bụng sống ở biển trong họ Seguenziidae.

## Các loài
According to the Cơ sở dữ liệu sinh vật biển (WoRMS), the following species with valid names are gồm cód withtrong genus Carenzia:
- Carenzia acanthodes Marshall, 1991
- Carenzia carinata (Jeffreys, 1877)[3]
- Carenzia fastigiata Marshall, 1983
- Carenzia inermis (Quinn, 1983)
- Carenzia melvillii (Schepman, 1909)
- Carenzia nitens Marshall, 1991
- Carenzia ornata Marshall, 1991
- Carenzia serrata Marshall, 1991
- Carenzia trispinosa (Watson, 1879)[4]
- Carenzia venusta Marshall, 1983